# La Loubière
Pour les articles homonymes, voir Loubière.
La Loubière est une commune française située dans le département de l'Aveyron en région Occitanie.
Le patrimoine architectural de la commune comprend deux  immeubles protégés au titre des monuments historiques : la fontaine de Cayssac, inscrite en 1933, et le dolmen de Cayssac 1, classé en 1989.

## Géographie

### Généralités
Dans la moitié nord du département de l'Aveyron, dans le causse Comtal, la commune de La Loubière est intégrée à l'aire d'attraction de Rodez et s'étend sur 28,71 km2. Elle est arrosée au sud sur plus de neuf kilomètres par l'Aveyron.
L'altitude minimale, 526 mètres, se trouve au sud, là où l'Aveyron quitte la commune et sert de limite entre celles d'Onet-le-Château et de Sainte-Radegonde. L'altitude maximale avec 691 mètres est localisée au sud-est, à la Croix du Typle, en limite des communes d'Agen-d'Aveyron et de Montrozier.
Le bourg de La Loubière est situé à proximité de la route départementale (RD) 563 ; la mairie est localisée au lieu-dit Lioujas, traversé par la RD 988, à huit kilomètres au nord-est de Rodez, en distances orthodromiques.
Le territoire communal est également desservi par la route nationale 88 et les RD 29 et 581.
Le sentier de grande randonnée GR 620 traverse le territoire communal du nord-est au sud, sur environ dix kilomètres.

### Communes limitrophes
La Loubière est limitrophe de six autres communes, dont Sébazac-Concourès au nord-ouest mais également au nord-est par son enclave de Concourès.
Les communes limitrophes sont  Agen-d'Aveyron, Montrozier, Onet-le-Château, Rodelle, Sainte-Radegonde et Sébazac-Concourès.
| Sébazac-Concourès | Rodelle          | Sébazac-Concourès (enclave de Concourès) |
|                   | La Loubière      | Montrozier                               |
| Onet-le-Château   | Sainte-Radegonde | Agen-d'Aveyron                           |

### Hydrographie

#### Réseau hydrographique

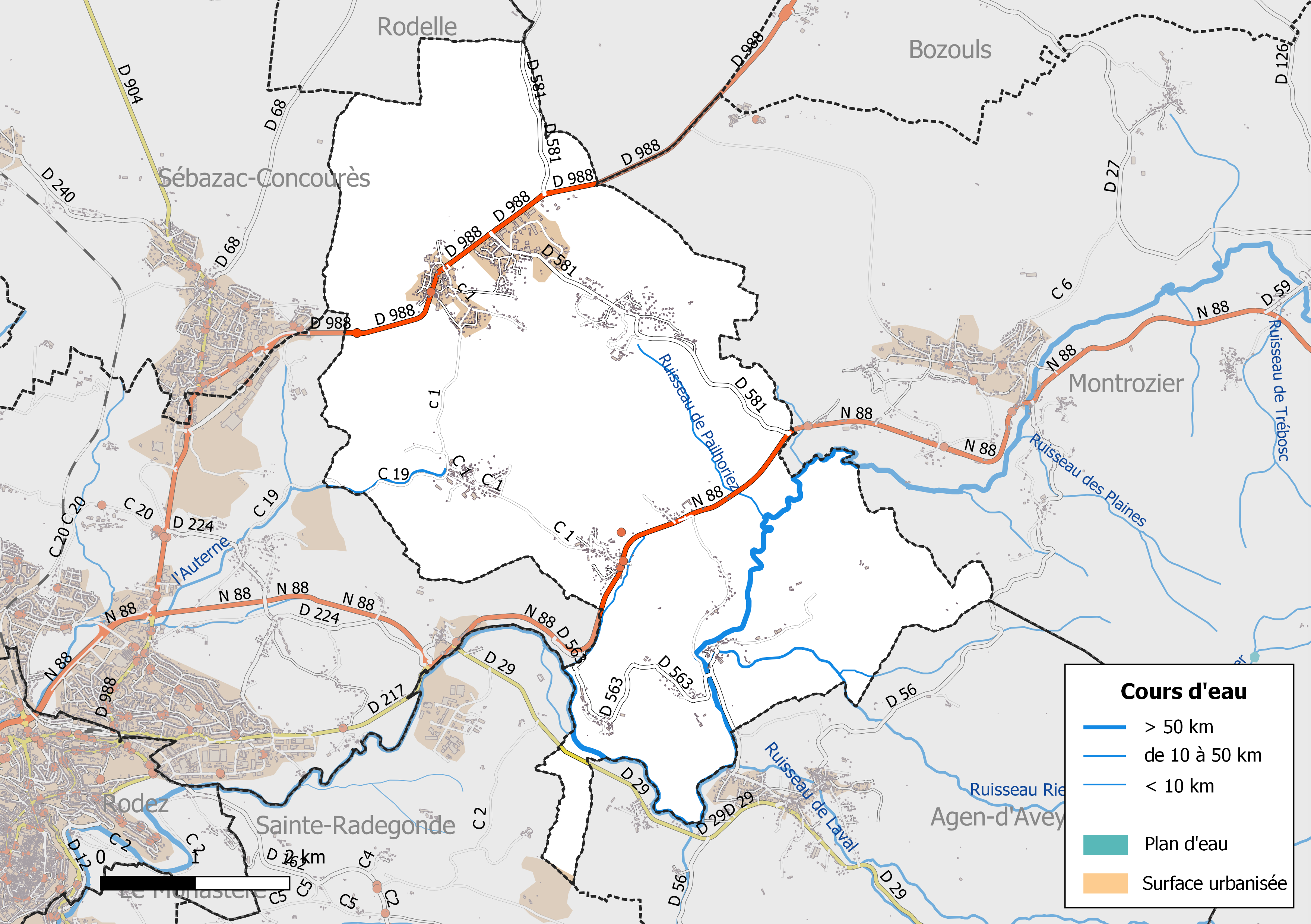
Réseaux hydrographique et routier de La Loubière.

La commune est drainée par l'Aveyron, l'Auterne, le ruisseau Rieutord, le ruisseau de Pailhoriez et par divers petits cours d'eau.
L'Aveyron, d'une longueur totale de 290,6 km, prend sa source dans la commune de Sévérac d'Aveyron et se jette  dans le Tarn à Barry-d'Islemade, après avoir arrosé 60 communes.

#### Gestion des cours d'eau
La gestion des cours d’eau situés dans le bassin de l’Aveyron est assurée par l’établissement public d'aménagement et de gestion des eaux (EPAGE) Aveyron amont, créé le 1er janvier 2017, en remplacement du syndicat mixte du bassin versant Aveyron amont,,.

### Climat
Pour des articles plus généraux, voir Climat de l'Occitanie et Climat de l'Aveyron.
En 2010, le climat de la commune est de type climat océanique altéré, selon une étude s'appuyant sur une série de données couvrant la période 1971-2000. En 2020, Météo-France publie une typologie des climats de la France métropolitaine dans laquelle la commune est exposée à un climat de montagne et est dans la région climatique Sud-est du Massif Central, caractérisée par une pluviométrie annuelle de 1 000 à 1 500 mm, minimale en été, maximale en automne.
Pour la période 1971-2000, la température annuelle moyenne est de 10,9 °C, avec une amplitude thermique annuelle de 15,7 °C. Le cumul annuel moyen de précipitations est de 1 103 mm, avec 12,1 jours de précipitations en janvier et 7,3 jours en juillet. Pour la période 1991-2020, la température moyenne annuelle observée sur la station météorologique la plus proche, située sur la commune de Salles-la-Source à 10 km à vol d'oiseau, est de 11,1 °C et le cumul annuel moyen de précipitations est de 869,1 mm,. Pour l'avenir, les paramètres climatiques de la commune estimés pour 2050 selon différents scénarios d'émission de gaz à effet de serre sont consultables sur un site dédié publié par Météo-France en novembre 2022.

### Milieux naturels et biodiversité

#### Sites Natura 2000

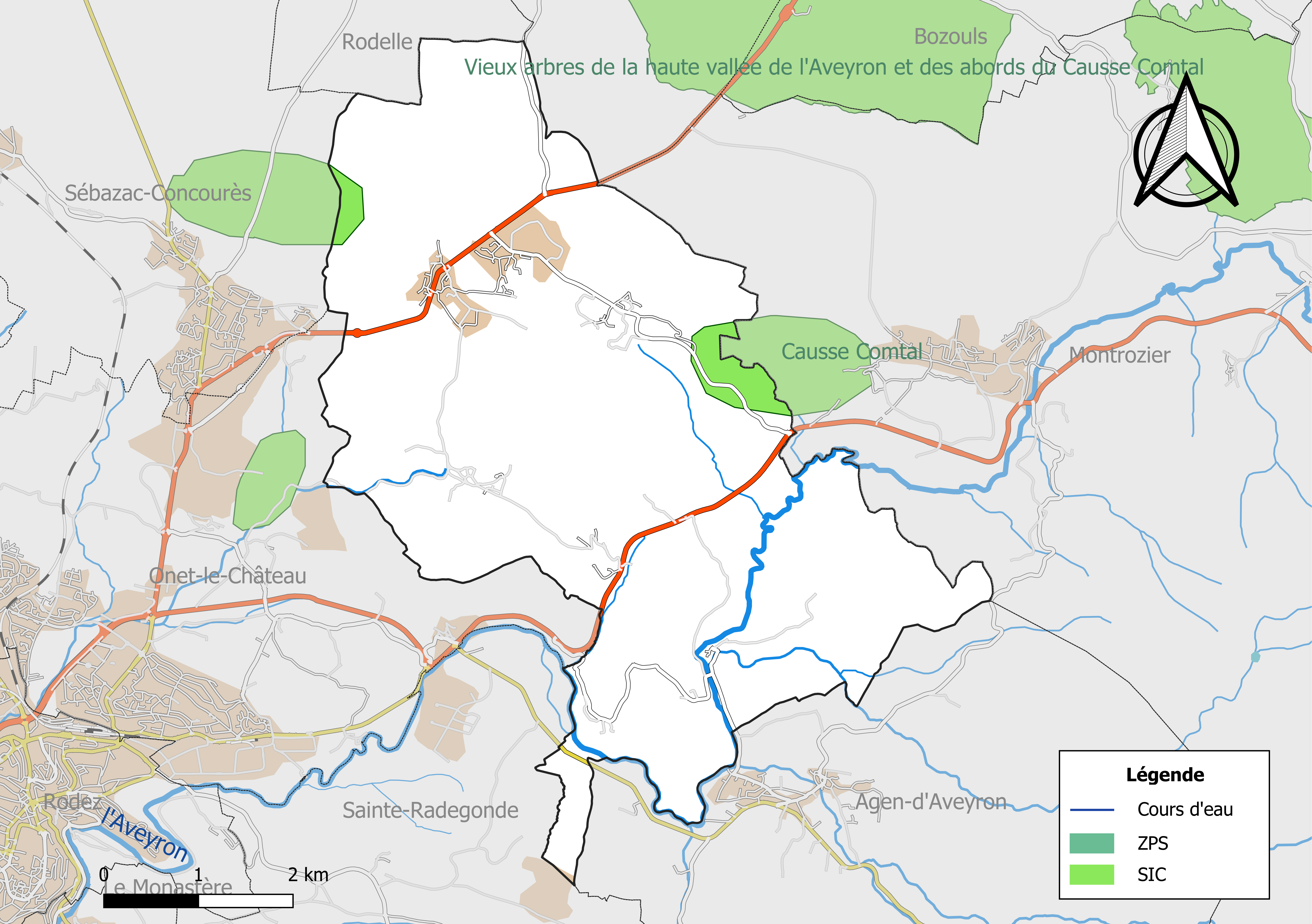
Sites Natura 2000 sur le territoire communal.

Le réseau Natura 2000 est un réseau écologique européen de sites naturels d’intérêt écologique élaboré à partir des Directives « Habitats » et « Oiseaux ». Ce réseau est constitué de Zones spéciales de conservation (ZSC) et de Zones de protection spéciale (ZPS). Dans les zones de ce réseau, les États Membres s'engagent à maintenir dans un état de conservation favorable les types d'habitats et d'espèces concernés, par le biais de mesures réglementaires, administratives ou contractuelles.
Un site Natura 2000 a été défini sur la commune au titre de la « directive Habitats » : 
Le « Causse Comtal », d'une superficie de 379 ha, est un site éclaté au sein d'un vaste plateau calcaire ou dolomitique avec réseau karstique, gouffres et grottes. Les pelouses et les fourrés sont généralement en mosaïque.

#### Zones naturelles d'intérêt écologique, faunistique et floristique
L’inventaire des zones naturelles d'intérêt écologique, faunistique et floristique (ZNIEFF) a pour objectif de réaliser une couverture des zones les plus intéressantes sur le plan écologique, essentiellement dans la perspective d’améliorer la connaissance du patrimoine naturel national et de fournir aux différents décideurs un outil d’aide à la prise en compte de l’environnement dans l’aménagement du territoire.
Le territoire communal de La Loubière comprend quatre ZNIEFF de type 1, : 
- le « Causse Comtal, bois de Vaysettes et de la Cayrousse » (1 796 ha), couvrant 4 communes du département[16]
- le « Pech hiver, bois de la Cayrousse et pech de Triou » (2 151 ha), couvrant 4 communes du département[17];
- la « Rivière Aveyron » (3 500 ha), couvrant 63 communes dont 38 dans l'Aveyron, 5 dans le Tarn et 20 dans le Tarn-et-Garonne[18];
- les « Zones humides de la Forêt des Palanges » (74,2 ha), couvrant 4 communes du département[19].

et deux ZNIEFF de type 2, : 
- le « Causse comtal » (13 496 ha), qui s'étend sur 9 communes de l'Aveyron[20];
- la « Vallée de l'Aveyron » (14 644 ha), qui s'étend sur 68 communes dont 41 dans l'Aveyron, 5 dans le Tarn et 22 dans le Tarn-et-Garonne[21].

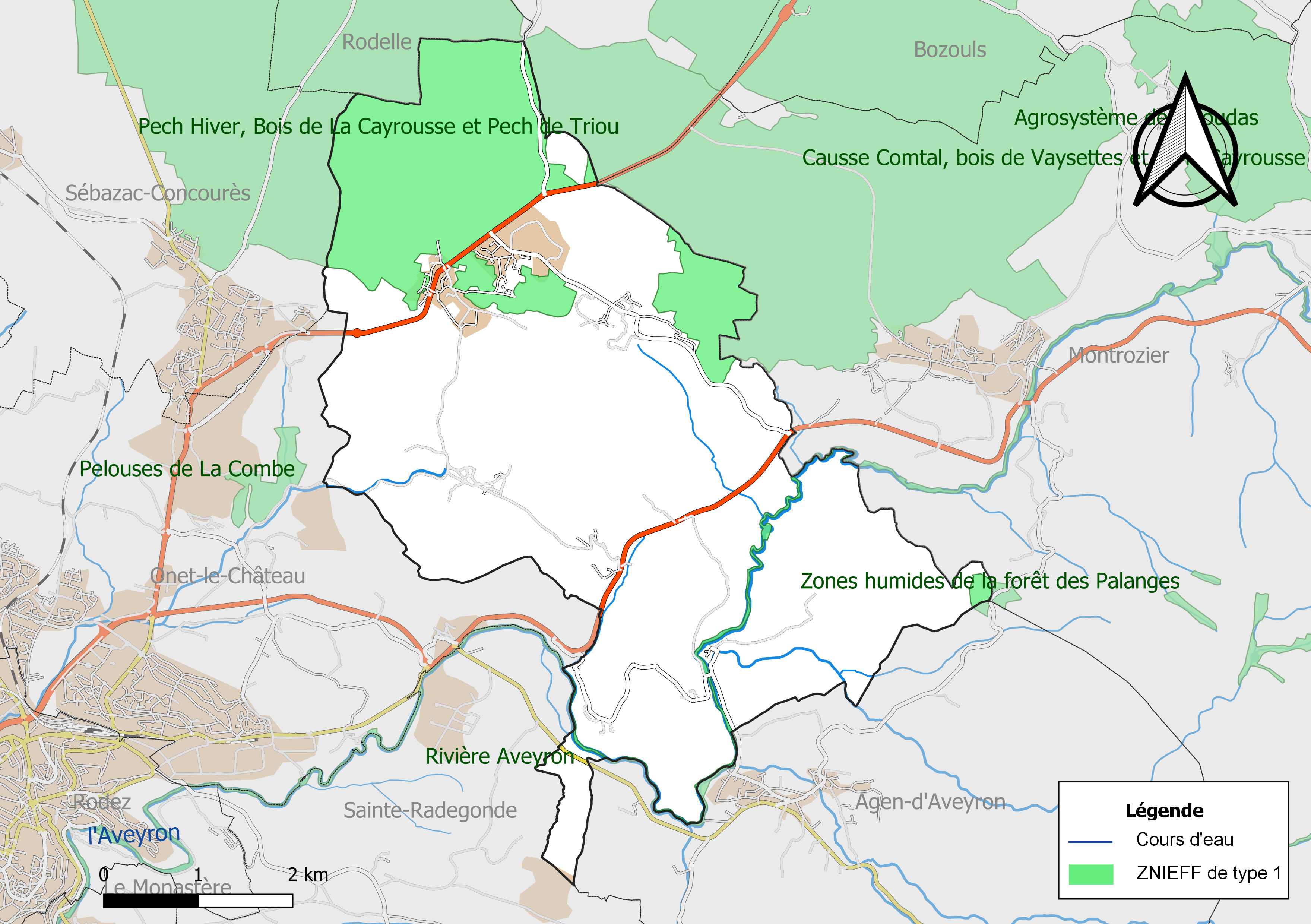
Carte des ZNIEFF de type 1 de la commune.
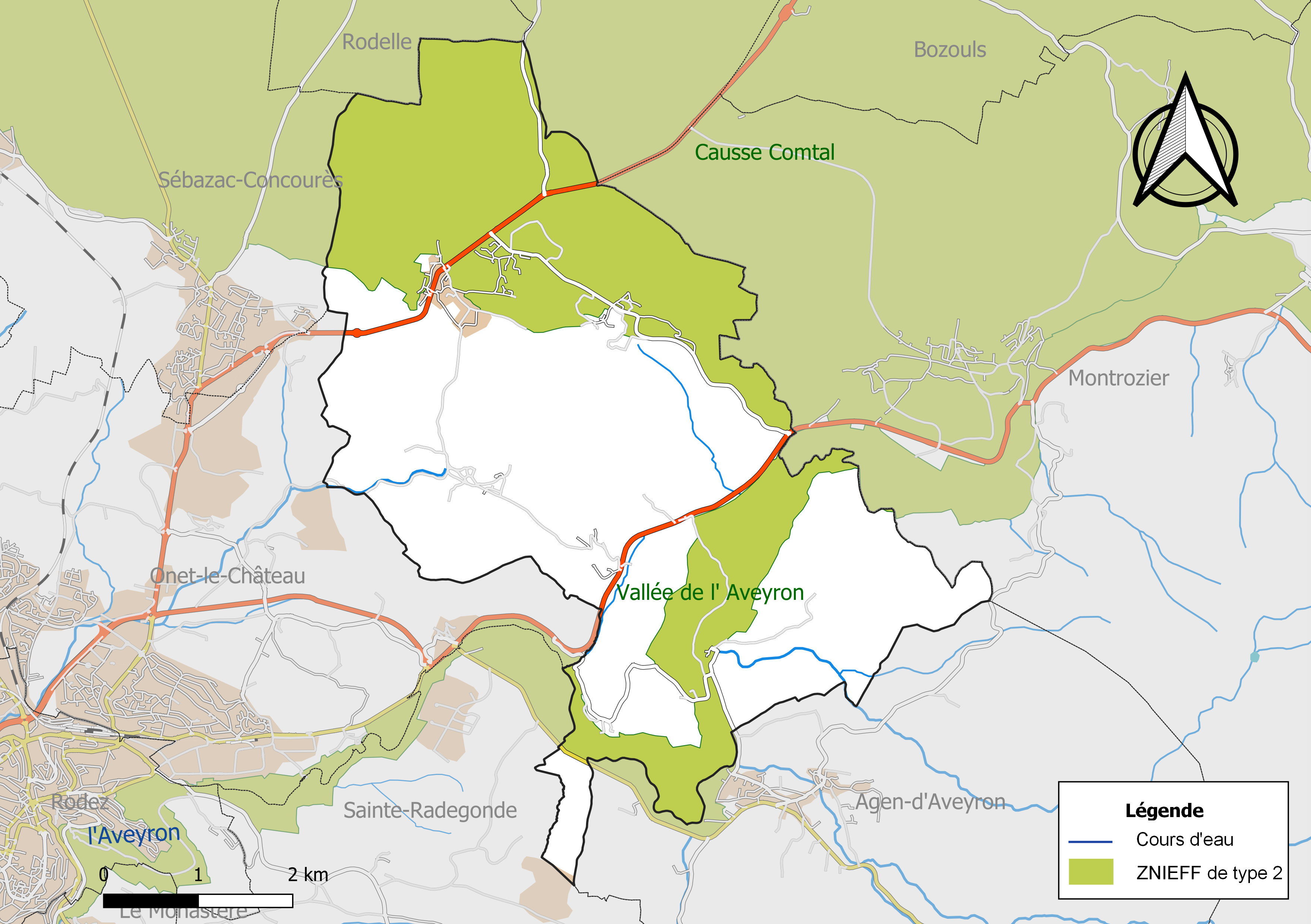
Carte des ZNIEFF de type 2 de la commune.

## Urbanisme

### Typologie
Au 1er janvier 2024, La Loubière est catégorisée commune rurale à habitat dispersé, selon la nouvelle grille communale de densité à 7 niveaux définie par l'Insee en 2022.
Elle est située hors unité urbaine. Par ailleurs la commune fait partie de l'aire d'attraction de Rodez, dont elle est une commune de la couronne,. Cette aire, qui regroupe 68 communes, est catégorisée dans les aires de 50 000 à moins de 200 000 habitants,.

### Occupation des sols

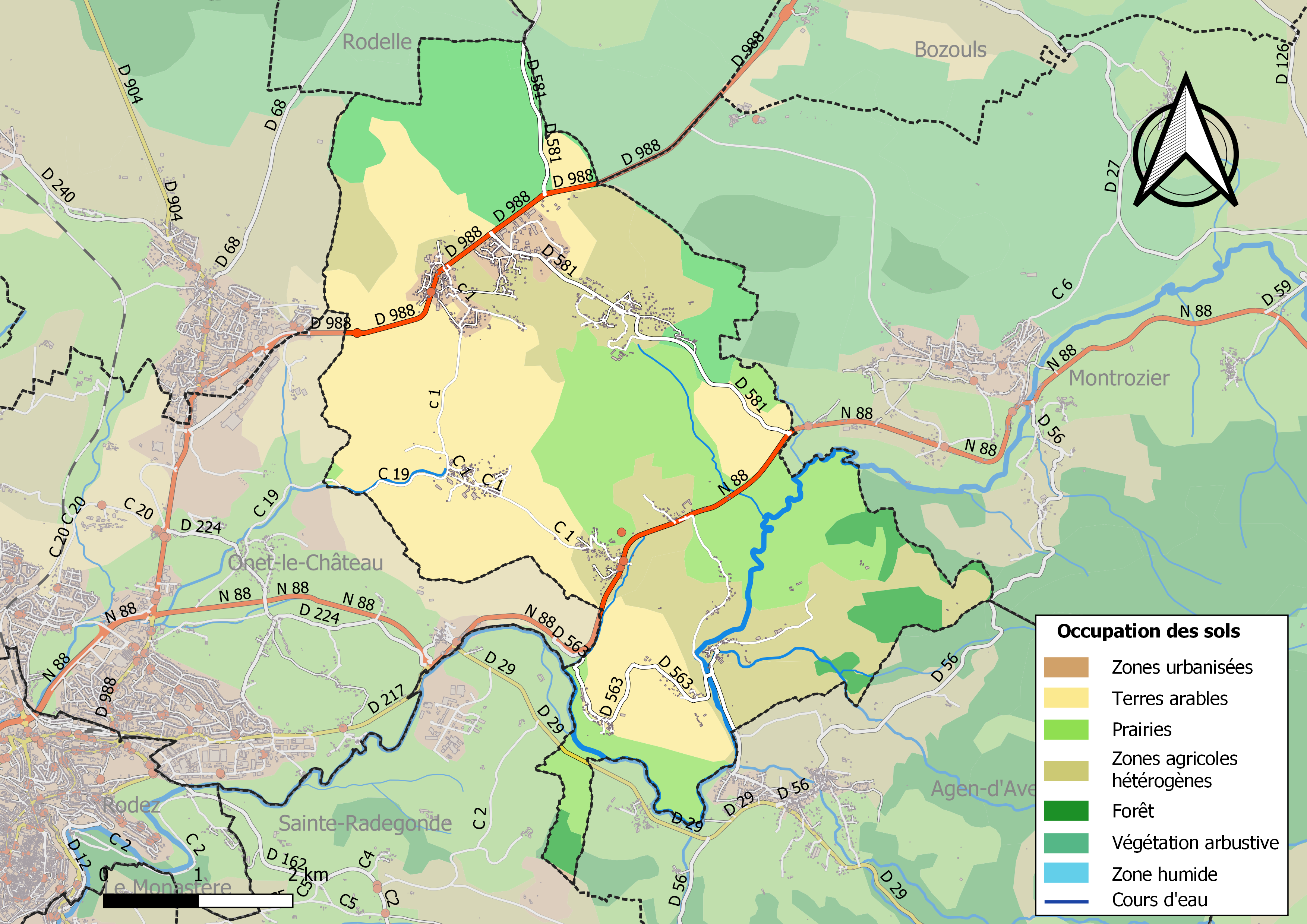
Infrastructures et occupation des sols de la commune de La Loubière.

L'occupation des sols de la commune, telle qu'elle ressort de la base de données européenne d’occupation biophysique des sols Corine Land Cover (CLC), est marquée par l'importance des territoires agricoles (80,4 % en 2018), une proportion sensiblement équivalente à celle de 1990 (80,7 %). La répartition détaillée en 2018 est la suivante : 
terres arables (34,4 %), prairies (24,3 %), zones agricoles hétérogènes (21,6 %), milieux à végétation arbustive et/ou herbacée (12 %), zones urbanisées (4,3 %), forêts (3,3 %).

### Planification
La commune disposait en 2017 d'un plan local d'urbanisme approuvé. Le zonage réglementaire et le règlement associé peuvent être consultés sur le Géoportail de l'urbanisme.

### Risques majeurs
Le territoire de la commune de La Loubière est vulnérable à différents aléas naturels : inondations, climatiques (hiver exceptionnel ou canicule), feux de forêts et séisme (sismicité faible).
Il est également exposé à un risque technologique, le transport de matières dangereuses, et à un risque particulier, le risque radon,.

#### Risques naturels

Zones inondables de la commune de La Loubière.

Certaines parties du territoire communal sont susceptibles d’être affectées par le risque d’inondation par débordement de l'Aveyron. Les dernières grandes crues historiques, ayant touché plusieurs parties du département, remontent aux 3 et 4 décembre 2003 (dans les bassins du Lot, de l'Aveyron, du Viaur et du Tarn) et au 28 novembre 2014 (bassins de la Sorgues et du Dourdou). Ce risque est pris en compte dans l'aménagement du territoire de la commune par le biais du Plan de prévention du risque inondation (PPRI) Aveyron amont, approuvé le 24 novembre 2017.
Le Plan départemental de protection des forêts contre les incendies découpe le département de l’Aveyron en sept « bassins de risque » et définit une sensibilité des communes à l’aléa feux de forêt (de faible à très forte). La commune est classée en sensibilité moyenne.
Les mouvements de terrains susceptibles de se produire sur la commune sont soit des mouvements liés au retrait-gonflement des argiles, soit des effondrements liés à des cavités souterraines. Le phénomène de retrait-gonflement des argiles est la conséquence d'un changement d'humidité des sols argileux. Les argiles sont capables de fixer l'eau disponible mais aussi de la perdre en se rétractant en cas de sécheresse. Ce phénomène peut provoquer des dégâts très importants sur les constructions (fissures, déformations des ouvertures) pouvant rendre inhabitables certains locaux. La carte de zonage de cet aléa peut être consultée sur le site de l'observatoire national des risques naturels Géorisques. Une autre carte permet de prendre connaissance des cavités souterraines localisées sur la commune,.

#### Risques technologiques
Le risque de transport de matières dangereuses sur la commune est lié à sa traversée par une route à fort trafic et une ligne de chemin de fer. Un accident se produisant sur de telles infrastructures est en effet susceptible d’avoir des effets graves au bâti ou aux personnes jusqu’à 350 m, selon la nature du matériau transporté. Des dispositions d’urbanisme peuvent être préconisées en conséquence.

#### Risque particulier
Dans plusieurs parties du territoire national, le radon, accumulé dans certains logements ou autres locaux, peut constituer une source significative d’exposition de la population aux rayonnements ionisants. Toutes les communes du département sont concernées par le risque radon à un niveau plus ou moins élevé. Selon le dossier départemental des risques majeurs du département établi en 2013, la commune de Loubière est classée à risque moyen à élevé. Un décret du 4 juin 2018 a modifié la terminologie du zonage définie dans le code de la santé publique et a été complété par un arrêté du 27 juin 2018 portant délimitation des zones à potentiel radon du territoire français. La commune est désormais en zone 3, à savoir zone à potentiel radon significatif.

## Histoire

### Proto-histoire
Âge du bronze et âge du fer à Lioujas
Des fouilles de prévention lors de l'extension d'une boulangerie industrielle dans la Z.I. de Lioujas ont fouillé deux tombes en tumuli (nos 3 et 4) et un probable habitat de plein air du Bronze final.
Le tumulus no 4 est entouré d'un parement d'environ 5,50 m de diamètre dont la moitié orientale a été partiellement remaniée à la Tène (second âge du fer) F1, environ 120 à 80 ans avant notre ère.

## Politique et administration

### Découpage territorial
La commune de La Loubière est membre de la communauté de communes Comtal Lot et Truyère, un établissement public de coopération intercommunale (EPCI) à fiscalité propre créé le 1er janvier 2017 dont le siège est à Espalion. Ce dernier est par ailleurs membre d'autres groupements intercommunaux.
Sur le plan administratif, elle est rattachée à l'arrondissement de Rodez, au département de l'Aveyron et à la région Occitanie. Sur le plan électoral, elle dépend du  canton du Causse-Comtal pour l'élection des conseillers départementaux, depuis le redécoupage cantonal de 2014 entré en vigueur en 2015, et de la première circonscription de l'Aveyron  pour les élections législatives, depuis le dernier découpage électoral de 2010.

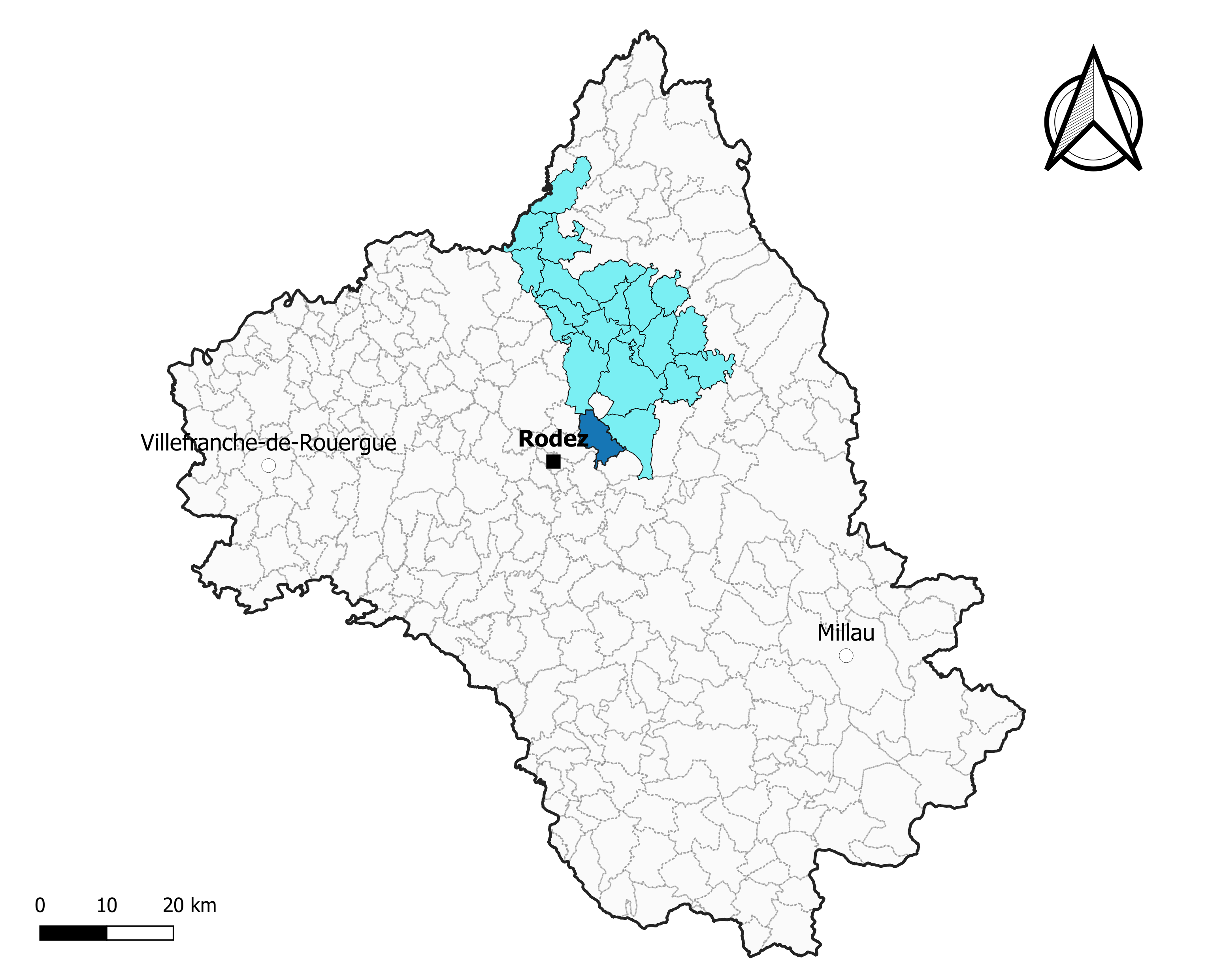
La Loubière dans l'intercommunalité en 2020.
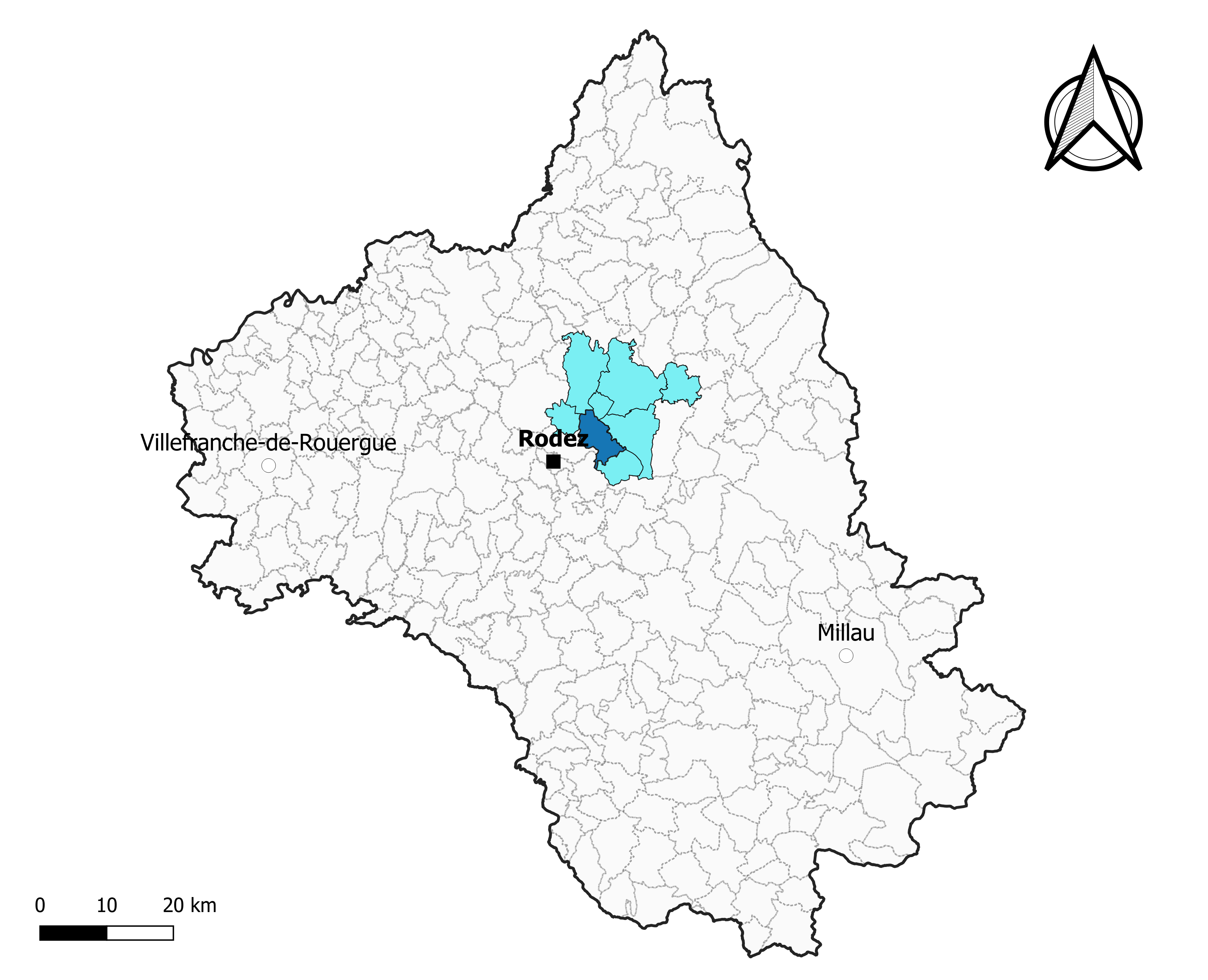
La Loubière dans le canton du Causse-Comtal en 2020.
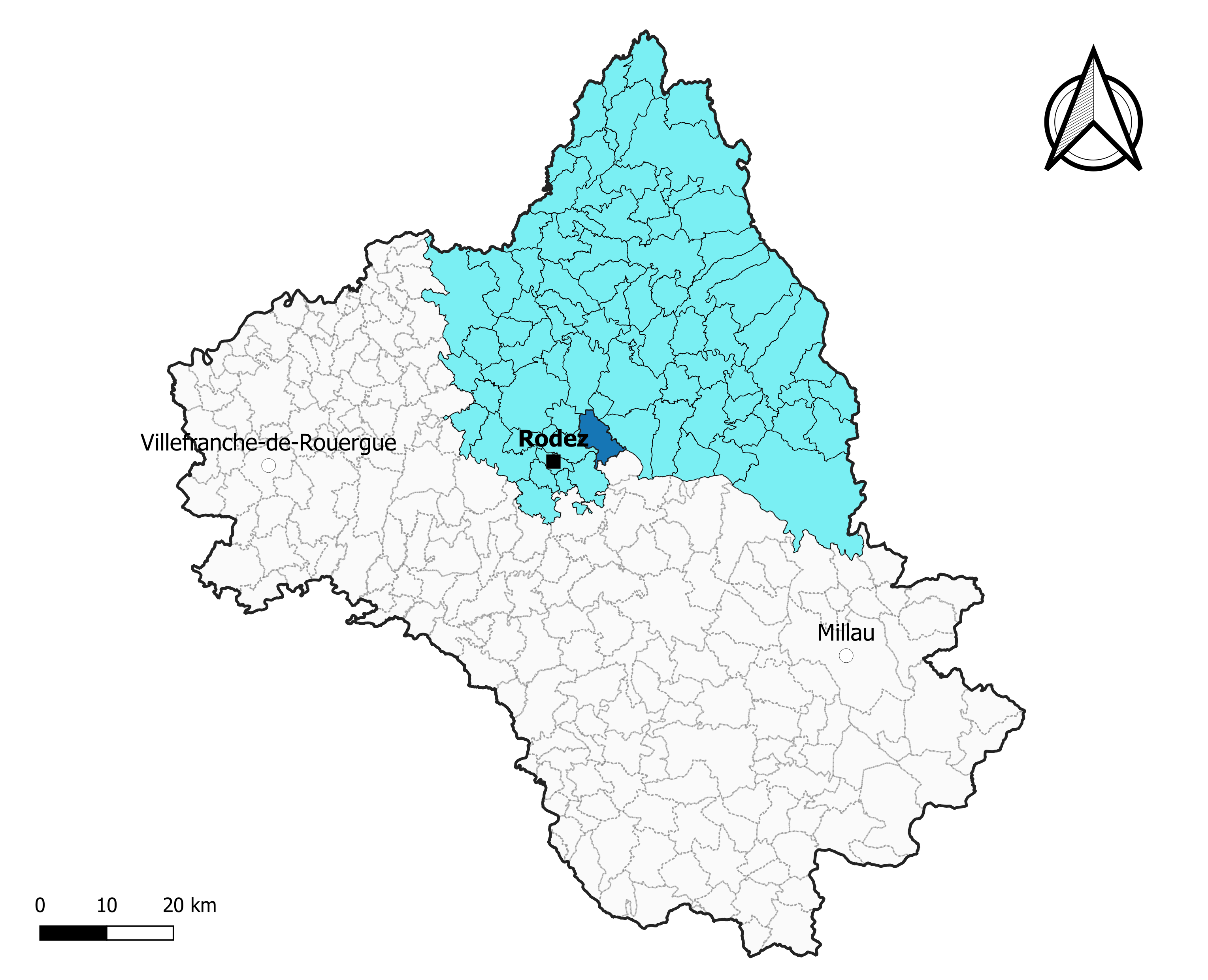
La Loubière dans l'arrondissement de Rodez en 2020.

### Élections municipales et communautaires

#### Élections de 2020
Le conseil municipal de La Loubière, commune de plus de 1 000 habitants, est élu au scrutin proportionnel de liste à deux tours (sans aucune modification possible de la liste), pour un mandat de six ans renouvelable. Compte tenu de la population communale, le nombre de sièges à pourvoir lors des élections municipales de 2020 est de 15. Les quinze conseillers municipaux sont élus au premier tour avec un taux de participation de 39,98 %, issus de la seule liste candidate, conduite par Magali Bessaou. Magali Bessaou, maire sortante, est réélue pour un nouveau mandat le 23 mai 2020.
Les trois sièges attribués à la commune au sein du conseil communautaire de la communauté de communes Comtal Lot et Truyère sont alloués à la liste de Magali Bessaou.

#### Liste des maires
| Période | Période       | Identité                      | Étiquette | Qualité |
| ------- | ------------- | ----------------------------- | --------- | ------- |
| 1802    | 1812          | Jean-Antoine Pougenq          |           |         |
| 1813    | 1815          | Jean-Pierre Combes            |           |         |
| 1816    | 1830          | Jean-Baptiste Lassale         |           |         |
| 1831    | 1833 (82 ans) | Jean-Pierre Combes            |           |         |
| 1834    | 1837          | Pierre Bertrand               |           |         |
| 1837    | 1874          | Jean-Gabriel Sylvain Bertrand |           |         |
| 1874    | après 1883    | Adolphe Lunet                 |           |         |

| Période                                  | Période  | Identité        | Étiquette | Qualité                                          |
| ---------------------------------------- | -------- | --------------- | --------- | ------------------------------------------------ |
| avant 1981                               | ?        | Léon Durand     |           |                                                  |
| mars 2001                                | 2014     | Henri Miramont  |           |                                                  |
| mars 2014                                | En cours | Magali Bessaou, |           | Cadre administrative et commerciale d'entreprise |
| Les données manquantes sont à compléter. |          |                 |           |                                                  |

## Démographie
L'évolution du nombre d'habitants est connue à travers les recensements de la population effectués dans la commune depuis 1793. Pour les communes de moins de 10 000 habitants, une enquête de recensement portant sur toute la population est réalisée tous les cinq ans, les populations de référence des années intermédiaires étant quant à elles estimées par interpolation ou extrapolation. Pour la commune, le premier recensement exhaustif entrant dans le cadre du nouveau dispositif a été réalisé en 2006.

En 2022, la commune comptait 1 529 habitants, en évolution de +3,59 % par rapport à 2016 (Aveyron : +0,37 %, France hors Mayotte : +2,11 %).
| 1793 | 1800 | 1806  | 1821  | 1831 | 1836 | 1841 | 1846 | 1851 |
| ---- | ---- | ----- | ----- | ---- | ---- | ---- | ---- | ---- |
| 282  | 423  | 1 283 | 1 184 | 586  | 602  | 651  | 683  | 679  |

| 1856 | 1861 | 1866 | 1872 | 1876 | 1881 | 1886 | 1891 | 1896 |
| ---- | ---- | ---- | ---- | ---- | ---- | ---- | ---- | ---- |
| 602  | 586  | 564  | 606  | 583  | 559  | 548  | 553  | 496  |

| 1901 | 1906 | 1911 | 1921 | 1926 | 1931 | 1936 | 1946 | 1954 |
| ---- | ---- | ---- | ---- | ---- | ---- | ---- | ---- | ---- |
| 495  | 489  | 510  | 470  | 474  | 479  | 484  | 449  | 403  |

| 1962 | 1968 | 1975 | 1982 | 1990  | 1999  | 2006  | 2011  | 2016  |
| ---- | ---- | ---- | ---- | ----- | ----- | ----- | ----- | ----- |
| 419  | 402  | 568  | 878  | 1 011 | 1 174 | 1 325 | 1 438 | 1 476 |

| 2021  | 2022  | - | - | - | - | - | - | - |
| ----- | ----- | - | - | - | - | - | - | - |
| 1 523 | 1 529 | - | - | - | - | - | - | - |

## Économie

### Revenus
En 2018  (données Insee publiées en septembre 2021), la commune compte 572 ménages fiscaux, regroupant 1 427 personnes. La médiane du revenu disponible par unité de consommation est de 25 400 € (20 640 € dans le département).

### Emploi
| Division       | 2008  | 2013  | 2018  |
| -------------- | ----- | ----- | ----- |
| Commune        | 1,9 % | 2,9 % | 4,1 % |
| Département    | 5,4 % | 7,1 % | 7,1 % |
| France entière | 8,3 % | 10 %  | 10 %  |

En 2018, la population âgée de 15 à 64 ans s'élève à 957 personnes, parmi lesquelles on compte 77,9 % d'actifs (73,7 % ayant un emploi et 4,1 % de chômeurs) et 22,1 % d'inactifs,. Depuis 2008, le taux de chômage communal (au sens du recensement) des 15-64 ans est inférieur à celui de la France et du département.
La commune fait partie de la couronne de l'aire d'attraction de Rodez, du fait qu'au moins 15 % des actifs travaillent dans le pôle,. Elle compte 731 emplois en 2018, contre 543 en 2013 et 470 en 2008. Le nombre d'actifs ayant un emploi résidant dans la commune est de 713, soit un indicateur de concentration d'emploi de 102,5 % et un taux d'activité parmi les 15 ans ou plus de 61,1 %.
Sur ces 713 actifs de 15 ans ou plus ayant un emploi, 147 travaillent dans la commune, soit 21 % des habitants. Pour se rendre au travail, 91 % des habitants utilisent un véhicule personnel ou de fonction à quatre roues, 0,3 % les transports en commun, 3 % s'y rendent en deux-roues, à vélo ou à pied et 5,7 % n'ont pas besoin de transport (travail au domicile).

### Activités hors agriculture

#### Secteurs d'activités
134 établissements sont implantés  à La Loubière au 31 décembre 2019. Le tableau ci-dessous en détaille le nombre par secteur d'activité et compare les ratios avec ceux du département,.
| Secteur d'activité                                                                                        | Commune | Commune | Département |
| Secteur d'activité                                                                                        | Nombre  | %       | %           |
| --- | ------- | ------- | ----------- |
| Ensemble                                                                                                  | 134     | 100 %   | (100 %)     |
| Industrie manufacturière, industries extractives et autres                                                | 22      | 16,4 %  | (17,7 %)    |
| Construction                                                                                              | 25      | 18,7 %  | (13 %)      |
| Commerce de gros et de détail, transports, hébergement et restauration                                    | 30      | 22,4 %  | (27,5 %)    |
| Information et communication                                                                              | 6       | 4,5 %   | (1,5 %)     |
| Activités financières et d'assurance                                                                      | 3       | 2,2 %   | (3,4 %)     |
| Activités immobilières                                                                                    | 12      | 9 %     | (4,2 %)     |
| Activités spécialisées, scientifiques et techniques et activités de services administratifs et de soutien | 15      | 11,2 %  | (12,4 %)    |
| Administration publique, enseignement, santé humaine et action sociale                                    | 15      | 11,2 %  | (12,7 %)    |
| Autres activités de services                                                                              | 6       | 4,5 %   | (7,8 %)     |

Le secteur du commerce de gros et de détail, des transports, de l'hébergement et de la restauration est prépondérant sur la commune puisqu'il représente 22,4 % du nombre total d'établissements de la commune (30 sur les 134 entreprises implantées  à La Loubière), contre 27,5 % au niveau départemental.

#### Entreprises
Les cinq entreprises ayant leur siège social sur le territoire communal qui génèrent le plus de chiffre d'affaires en 2020 sont : 
- Sobac, fabrication de produits azotés et d'engrais (35 951 k€) ;
- L Epi Du Rouergue, fabrication industrielle de pain et de pâtisserie fraîche (15 643 k€) ;
- ATS Laser, découpage, emboutissage (11 012 k€) ;
- Rousset Transports, transports routiers de fret interurbains (7 723 k€) ;
- SARL Lacombe Ebeniste, fabrication de meubles de bureau et de magasin (2 979 k€).

### Agriculture
La commune est dans les Grands Causses, une petite région agricole occupant le sud-est du département de l'Aveyron. En 2020, l'orientation technico-économique de l'agriculture  sur la commune est l'élevage d'ovins ou de caprins.
|               | 1988  | 2000  | 2010  | 2020  |
| ------------- | ----- | ----- | ----- | ----- |
| Exploitations | 36    | 26    | 23    | 18    |
| SAU (ha)      | 2 148 | 2 066 | 2 200 | 1 977 |

Le nombre d'exploitations agricoles en activité et ayant leur siège dans la commune est passé de 36 lors du recensement agricole de 1988  à 26 en 2000 puis à 23 en 2010 et enfin à 18 en 2020, soit une baisse de 50 % en 32 ans. Le même mouvement est observé à l'échelle du département qui a perdu pendant cette période 51 % de ses exploitations,. La surface agricole utilisée sur la commune a également diminué, passant de 2 148 ha en 1988 à 1 977 ha en 2020. Parallèlement la surface agricole utilisée moyenne par exploitation a augmenté, passant de 60 à 110 ha.

## Culture locale et patrimoine

### Lieux et monuments
- Église Saint-Loup de Lioujas.

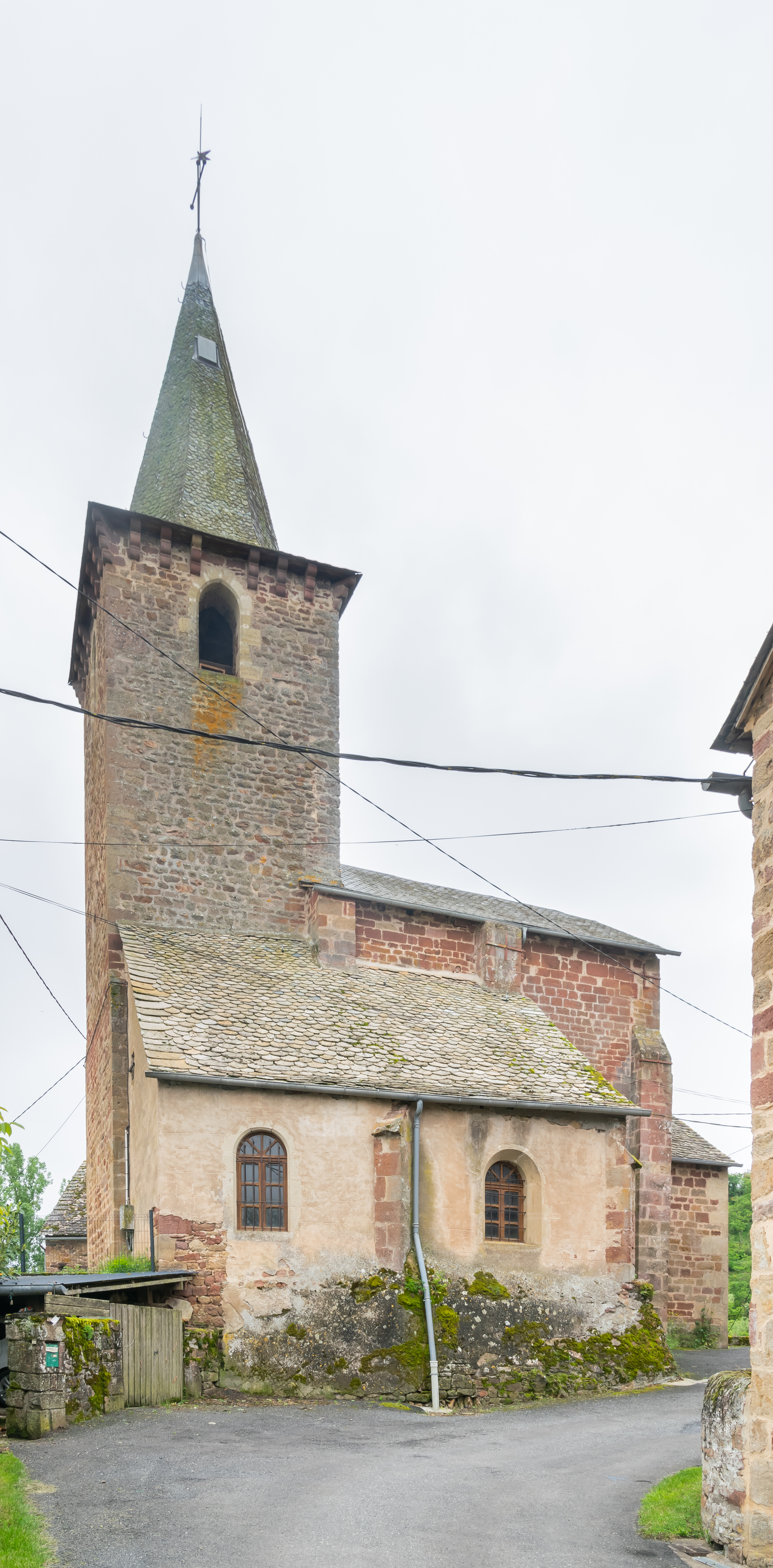
Église de la Nativité-de-la-Sainte-Vierge d'Ortholès.
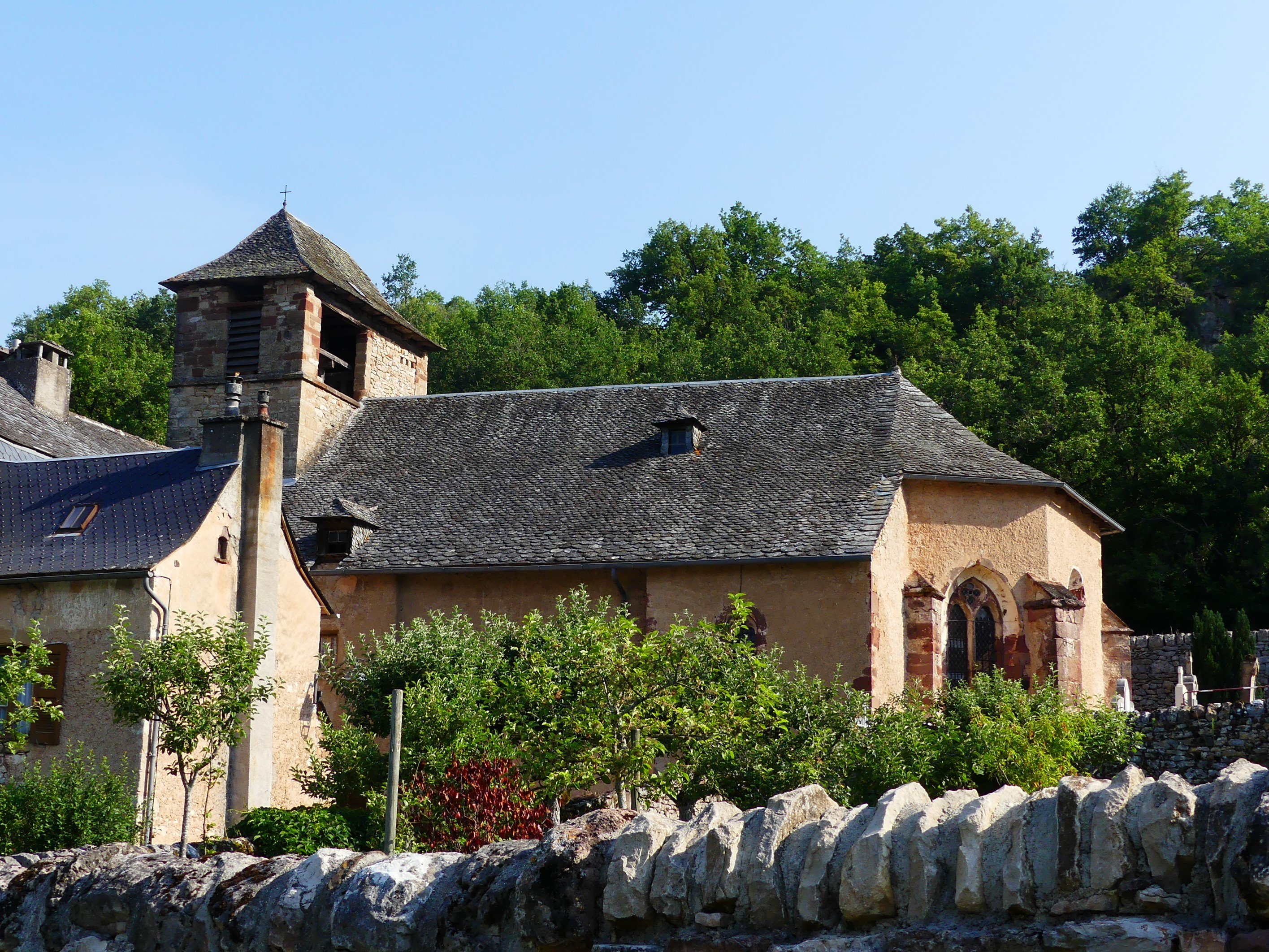
Église Saint-Pierre-aux-Liens de Cayssac.

- Église de l'Assomption de La Loubière.

- Église de l'Assomption de La Loubière.
- Église Saint-Pierre-aux-Liens de Cayssac.

#### Dolmen de Cayssac
Le dolmen de Cayssac est classé au titre des monuments historiques en 1989.

#### Fontaine de Cayssac
La fontaine de Cayssac est inscrite au titre des monuments historiques en 1933

#### Église de Cayssac
L'église Saint-Pierre-aux-Liens de Cayssac est en voie de restauration par l'association du patrimoine bâti.

#### Domaine d'Ortholès
Le domaine seigneurial d'Ortholès est un ancien domaine de la famille des Bernard d'Ortholès, tour à tour maître architecte de la cathédrale de Rodez avant 1510, apothicaires, consuls de Rodez, seigneurs de plusieurs métairies, banquiers locaux et mécènes... En 1562, le seigneur fait construire la tour d'Ortholès, afin de protéger le village son domaine et ses paysans des pillages liés aux guerres de Religion. Les archives notariales du XVIIe et XVIIIe siècles permettent de décrire le terroir et sa mise en valeur, les divers fermages et inventaires du domaine ainsi que la vie quotidienne et intime du seigneur à partir de l'inventaire après décès de ce dernier.
La tour d'Ortholès est désormais la propriété de la mairie de la Loubière, depuis la désaffectation de sa fonction religieuse, par l’évêque de Rodez (ancienne chapelle vicariale). Elle bénéficie depuis  2012 d'un projet de rénovation et de restauration sous la collaboration conjointe de la mairie, la fondation du patrimoine et l'association du patrimoine bâti de la Loubière.

#### Domaine de la Grange de Lioujas
Cette propriété de l'abbaye de Nonenque (sud du département) est un puissant domaine ecclésiastique restauré au début du XVIe siècle (avant 1527). Il accueille et loge en ses murs, lors de son passage dans le Sud-Ouest de la France, le roi François 1er, le 23 juillet 1533, la veille de son entrée triomphale dans la ville de Rodez.
Le domaine appartient à l’abbaye de Nonenque qui est située dans le sud du département, au sud-ouest du Larzac, non loin de Saint Jean d’Alcas et de Saint Felix-de-Sorgues, dans la vallée de l’Annou (« Ennonenca »). Le domaine de Lioujas est vaste, puisqu'il nécessite un personnel nombreux (12 valets et servantes au XVIIe siècle) et l’utilisation de 6 paires de bœufs. Il produit essentiellement du blé froment. Il est formé au minimum d’un ensemble de 330 hectares en 1823, sur la seule commune de la Loubière.

### Personnalités liées à la commune
- Pierre-Denis Boyer (1766-1842), théologien, est né au hameau de Cayssac (alors succursale de paroisse).

## Galerie

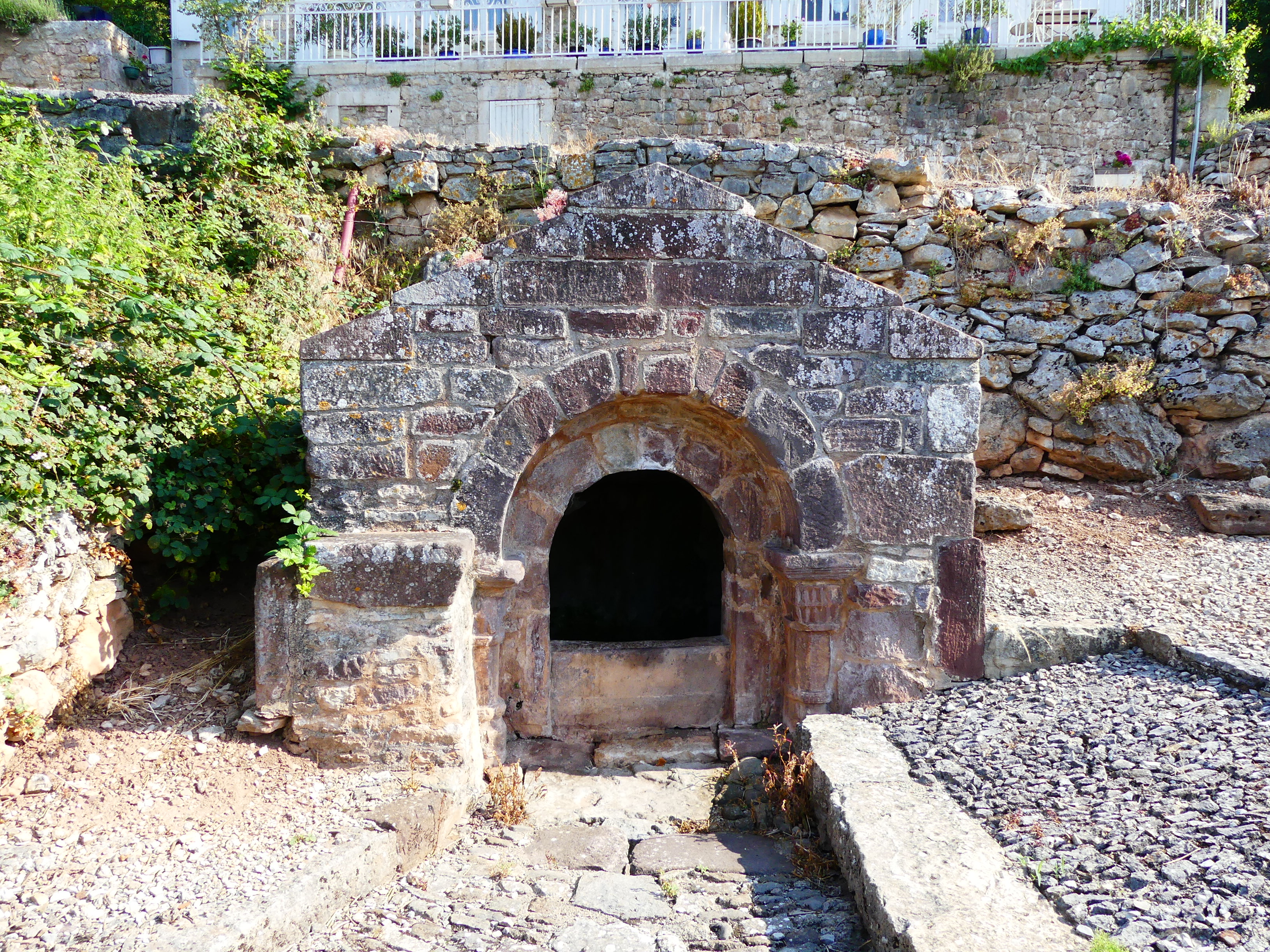
La fontaine de Cayssac.
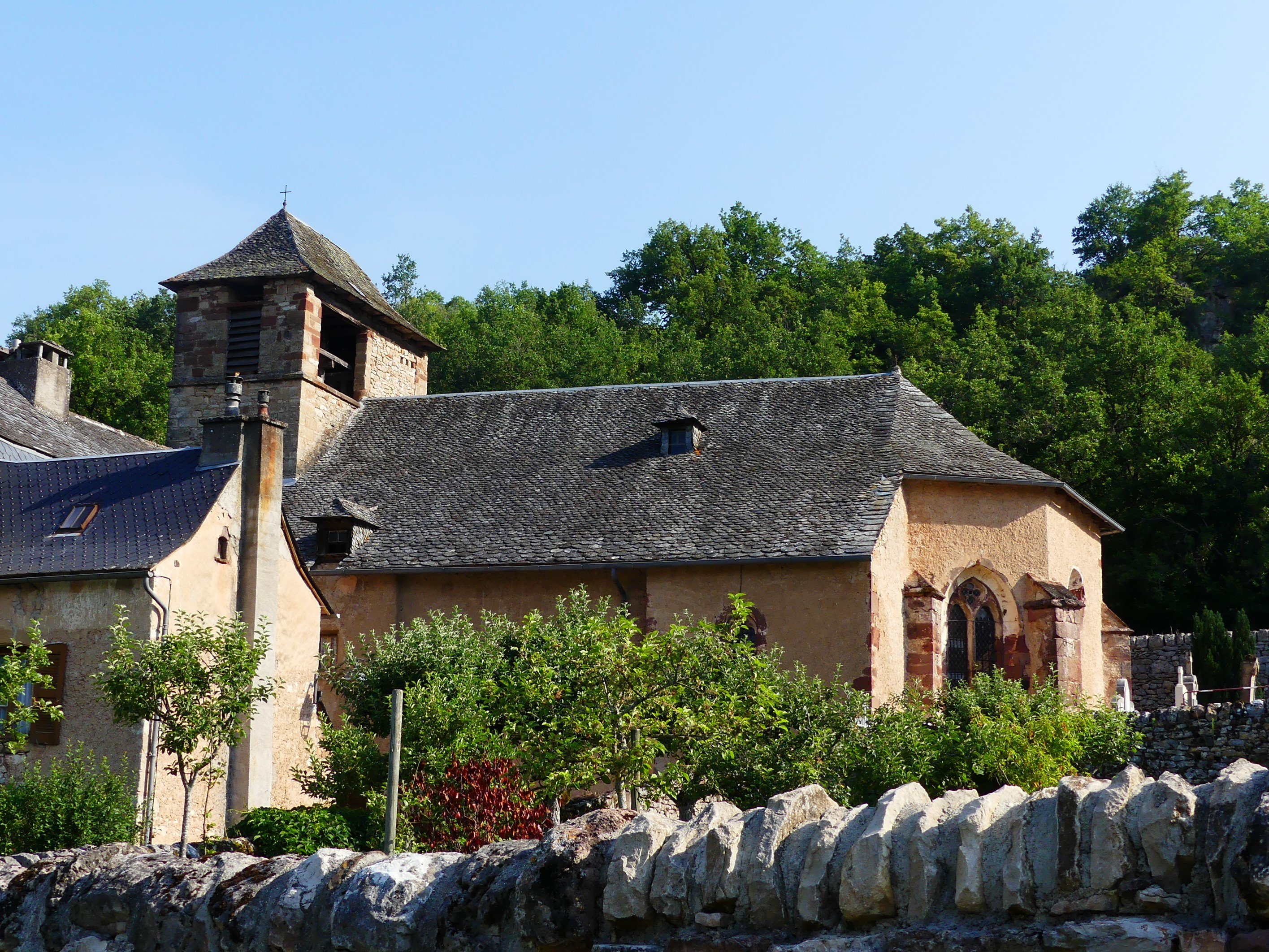
L'église de Cayssac.